# クレモナの戦い (紀元前200年)
クレモナの戦い（英語: Battle of Cremona）は、紀元前200年に共和政ローマとガリア人（ケルト人）の間に勃発し、共和政ローマの勝利に終わった戦いのことである。
第二次ポエニ戦争（BC219年 - BC201年）が終結した後、ガリア・キサルピナ地方に残っていたカルタゴのハスドルバル・バルカが率いていた軍の残党のハミルカルが、地元のガリア人を率いてローマに対し反旗を翻した。ガリア人の軍勢はプラケンティアを襲撃・略奪し、クレモナを包囲した。元老院の命を受けたルキウス・フリウス・プルプレオは、除隊していた5000人の軍団兵を率いアリミニウムの防衛に就き、ガイウス・アウレリウス率いる正規軍が到着後は、この5000人はエトルリアの守りに就いた。この後、ハミルカル率いる35,000人のガリア人はローマ軍に対して戦いを挑んだ（クレモナの戦いの勃発）。ガリア人の軍勢はローマ軍の右翼を攻めるが、ローマ軍の両側面は歩兵により補強されており打ち破ることは出来なかった。逆に、ローマ軍はガリア軍勢の正面を突破し、35,000人のガリア兵は指揮官のハミルカルも含め殺されるか捕虜にされた。